# إضاءات (مجموعة شعرية)
إضاءات، مجموعة شعرية من مؤلفات الشاعر العربي السوري نزار قباني، صدرت في عام 1998، عن منشورات نزار قباني في بيروت، لبنان.